# Predolac
Predolac je brdo na čijim se obroncima podno župne crkve sv. Ilije razvio grad Metković. Najviša točka je oko 114,2 m/nm pokraj koje se nalazi gradsko groblje sv. Ivana Nepomuka.

## Park šuma
Bogata šuma koja se s Predolca proteže i na susjedno brdo Šibanicu proglašena je Park šumom Predolac-Šibanica i zaštićena je 1968. godine, a aktom o zaštiti obuhvaćena je površina 67 ha, a provedenom GIS analizom to područje obuhvaća 42,7 ha. Ta šumska površina predstavlja najvrjedniji i najsačuvaniji šumski kompleks na području grada Metkovića. Temeljne vrste su: alepski bor (Pinus halepensis) oko 70 %, čempres (Cupressus sempervirens) s horizontalnim i vertikalnim varijetetima oko 20 %, česvina (Quercus ilex) i ostali sredozemni florni elementi. Sedlo između Predolca i Šibanice nekada je bilo značajno za prelet ptica. Prelet se odvijao od Hutova blata do močvara Donjeg Poneretavlja na Koševu i Vrbovcima (danas poljoprivredne površine). Cijeli Predolac i područje Šibanice značajno je za zimovanje mnogih ptičjih vrsta, osobito pjevica. Prva zabilježena organizirana pošumljavanja su već iz 1875. godine.

## Jama
Jama u Predolcu jedan je od najznačajnijih speleoloških objekata na području Dalmacije. Najveća vrijednost Jame u predolcu je bogatstvo i raznolikost vodene faune. Jama u Predolcu stanište je dinarskog špiljskog školjkaša (Congeria kusceri) jedinog školjkaša koji živi u podzemlju. Congeria kusceri je živi fosil i tercijalni relikt, endem Dinarida i jedini predstavnik svoje skupine koja je bila rasprostranjena u tercijaru, ali su svi njeni srodnici izumrli prije 5 milijuna godina. Dinarski špiljski školjkaš nalazi se na popisu posebno zaštićenih vrsta u Republici Hrvatskoj, ali i na popisu strogo zaštićenih životinjskih vrsta Europske unije.